# People's Choice Awards 1998
La 24ª edizione dei People's Choice Awards, presentata da Reba McEntire e Ray Romano, si è svolta al Pasadena Civic Auditorium l'11 gennaio 1998 ed è stata trasmessa dalla CBS.
In seguito sono elencate le categorie. Il relativo vincitore è stato indicato in grassetto.

## Cinema

### Film drammatico preferito
- Jerry Maguire, regia di Cameron Crowe
- Air Force One, regia di Wolfgang Petersen
- Contact, regia di Robert Zemeckis

### Film commedia preferito
- Bugiardo bugiardo (Liar Liar), regia di Tom Shadyac

### Attore cinematografico preferito
- Harrison Ford
- Tom Hanks

### Attrice cinematografica preferita
- Julia Roberts – Il matrimonio del mio migliore amico (My Best Friend's Wedding)
- Jodie Foster – Contact
- Demi Moore – Soldato Jane (G.I. Jane)

## Televisione

### Serie televisiva drammatica preferita
- E.R. - Medici in prima linea (ER)

### Serie televisiva commedia preferita
- Seinfeld
- Quell'uragano di papà (Home Improvement)

### Nuova serie televisiva drammatica preferita
- Brooklyn South

### Nuova serie televisiva commedia preferita
- L'atelier di Veronica (Veronica's Closet) (ex aequo)
- Dharma & Greg (ex aequo)

### Soap opera preferita
- Il tempo della nostra vita (Days of Our Lives)

### Attore televisivo preferito
- Tim Allen – Quell'uragano di papà (Home Improvement)
- David Duchovny – X-Files (The X-Files)
- John Lithgow – Una famiglia del terzo tipo (3rd Rock from the Sun)

### Attrice o intrattenitrice televisiva preferita
- Oprah Winfrey – The Oprah Winfrey Show

### Attore preferito in una nuova serie televisiva
- Tony Danza – The Tony Danza Show

### Attrice preferita in una nuova serie televisiva
- Kirstie Alley

## Musica

### Artista maschile preferito
- Garth Brooks
- Elton John
- George Strait

### Artista femminile preferita
- Whitney Houston (ex aequo)
- Reba McEntire (ex aequo)

## Altri premi

### People's Choice Awards Honoree
- Whoopi Goldberg